# 洛濟夫斯凱
49°13′8″N 36°33′45″E / 49.21889°N 36.56250°E
洛濟夫斯凱（烏克蘭語：Лозівське）是位於烏克蘭東部的村莊，由哈爾科夫州洛佐瓦區的阿列克西伊夫卡市鎮負責管轄。該村分別距離斯泰波韦1公里和第二巴甫利夫卡2公里，始建於1932年，面積0.59平方公里，海拔高度94米，2001年人口191。